# Alev Seker
Alev Seker (* September 1985 in Heilbronn) ist eine deutsche Journalistin, Nachrichtensprecherin und Fernsehmoderatorin. Sie moderiert die Nachrichtensendung SWR Aktuell Baden-Württemberg und das ARD-Wirtschaftsmagazin Plusminus. Außerdem arbeitet sie als Redakteurin und Reporterin für das Verbrauchermagazin Kaffee oder Tee.

## Herkunft und Ausbildung
Alev Seker stammt aus einer türkischen Familie. Sie studierte 2007 bis 2010 Kultur- und Medienbildung an der Pädagogischen Hochschule Ludwigsburg. Im Rahmen ihres Studiums verbrachte sie ein Auslandssemester an der Thammasat University in Bangkok. Anschließend absolvierte sie ein journalistisches Volontariat beim SWR. Heute lebt sie wieder in ihrer Geburtsstadt Heilbronn.

## Beruflicher Werdegang
Ihre journalistische Laufbahn begann Seker in den SWR Studios Heilbronn und Tübingen. Seit Oktober 2016 arbeitete sie dann als Chefin vom Dienst beim Jugendradioprogramm Dasding. Im Frühjahr 2018 wechselte sie als Redakteurin und Reporterin zur Nachmittagssendung Kaffee oder Tee des SWR Fernsehens. Ihre Laufbahn als Moderatorin in den Fernsehprogrammen der ARD begann für Seker 2019 mit der monatlich ausgestrahlten Geschichtsreihe Die SWR Zeitreise – Nachrichten von damals. Am 16. Dezember desselben Jahres moderierte sie dann erstmals die Nachrichtensendung SWR Aktuell Baden-Württemberg. Seit dem 15. Januar 2020 moderiert Alev Seker außerdem das ARD-Wirtschaftsmagazin Plusminus im Ersten.